# Andrea Caputo
Andrea Caputo (falecido em março de 1650) foi um prelado católico romano que serviu como bispo de Lettere-Gragnano (1625–1650) e Bispo Titular de Constantia na Arábia (1622–1625).

## Biografia
Andrea Caputo nasceu em Nápoles, na Itália. No dia 11 de julho de 1622, Caputo foi nomeado durante o papado de Gregório XV como Bispo Coadjutor de Lettere-Gragnano e Bispo Titular de Constantia na Arábia. A 31 de julho de 1622, foi consagrado bispo por Marco Antonio Gozzadini, Cardeal-Sacerdote de Sant'Eusebio, com Baldassare Cagliares, Bispo de Malta, e Alessandro Bosco, Bispo de Carinola, servindo como co-consagradores. Em 1625, sucedeu ao bispado de Lettere-Gragnano, onde serviu como bispo até à sua morte em março de 1650.
Enquanto bispo, foi o principal co-consagrador de Antonio Bonfiglioli, Bispo de Carinola (1622); e Giacinto Petroni, Bispo de Molfetta (1622).